# سومرین رکوردز
سومرین رکوردز (انگلیسی: Sumerian Records) یک ناشر موسیقی مستقل آمریکایی است که در لس آنجلس، واشینگتن دی سی و لندن مستقر است. این شرکت در سال ۲۰۰۶ توسط اش آویلدسون تاسیس شد. سومرین رکوردز با هنرمندانی همچون بلک ویل برایدز، پاپی، بد اومنز، پالای رویال و اسمشینگ پامپکینز فعالیت می‌کند.